# Rosa sect. Caninae
Caninae
Section
Rosa section Caninae  est l'une des onze sections du sous-genre Eurosa.

## Caractéristiques générales

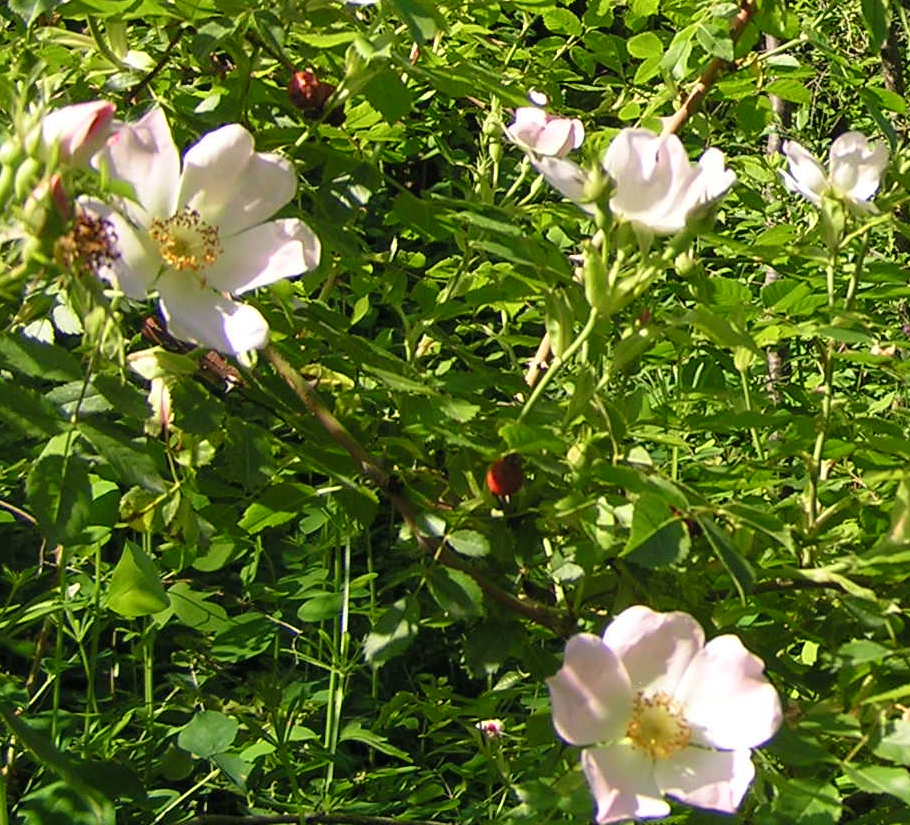
Rosa canina.

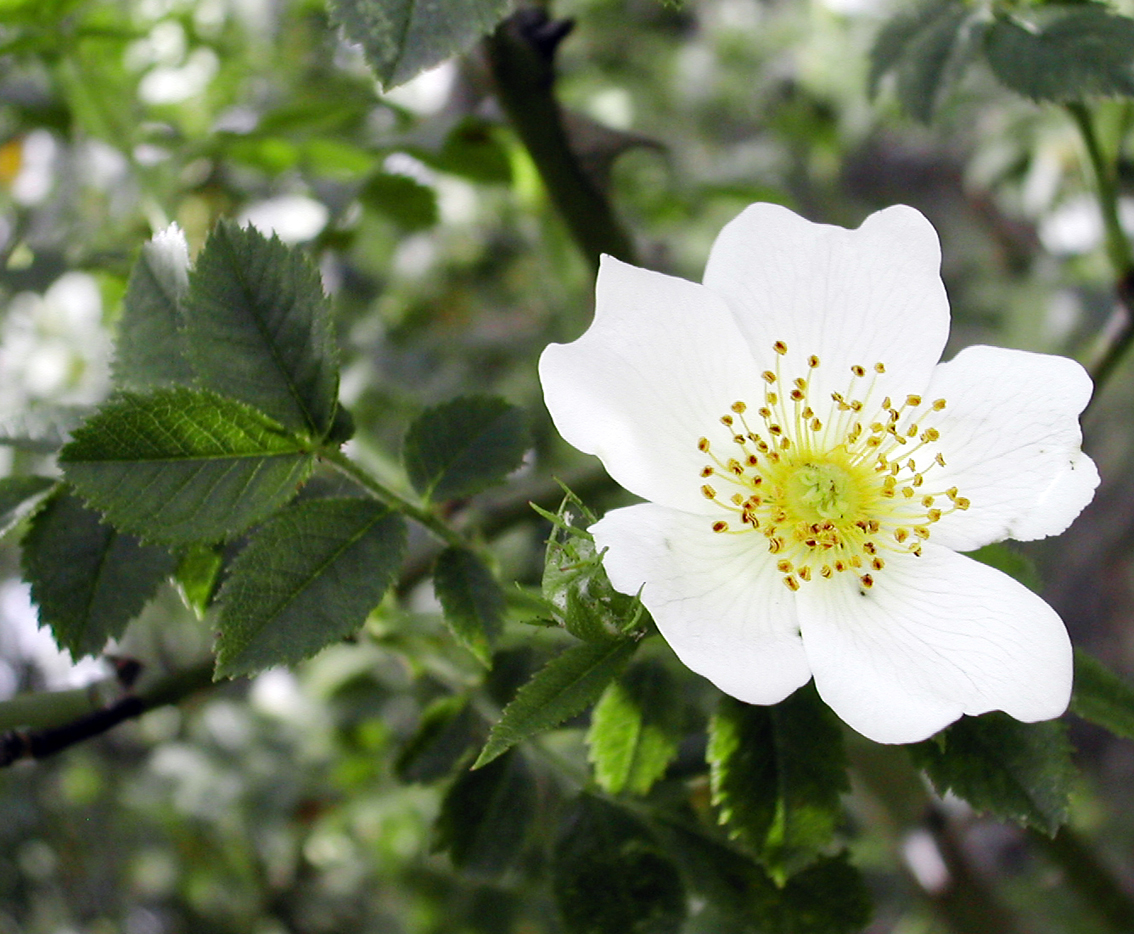
Églantine.

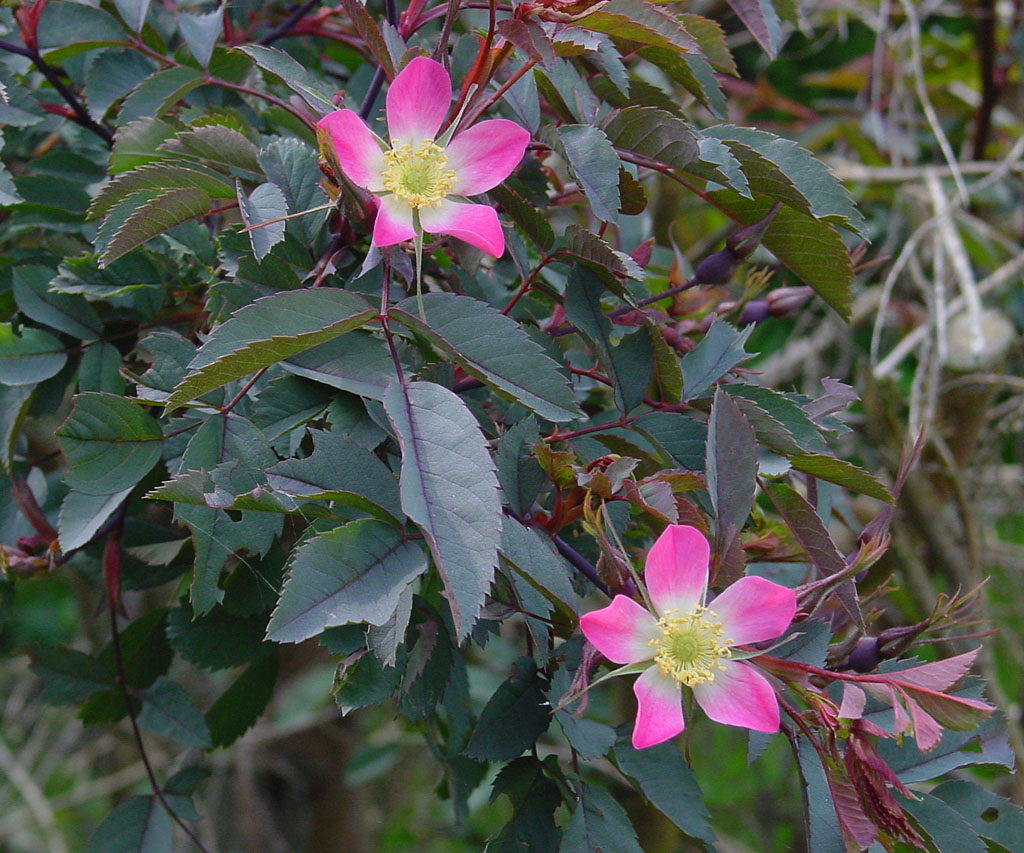
Rosa glauca.

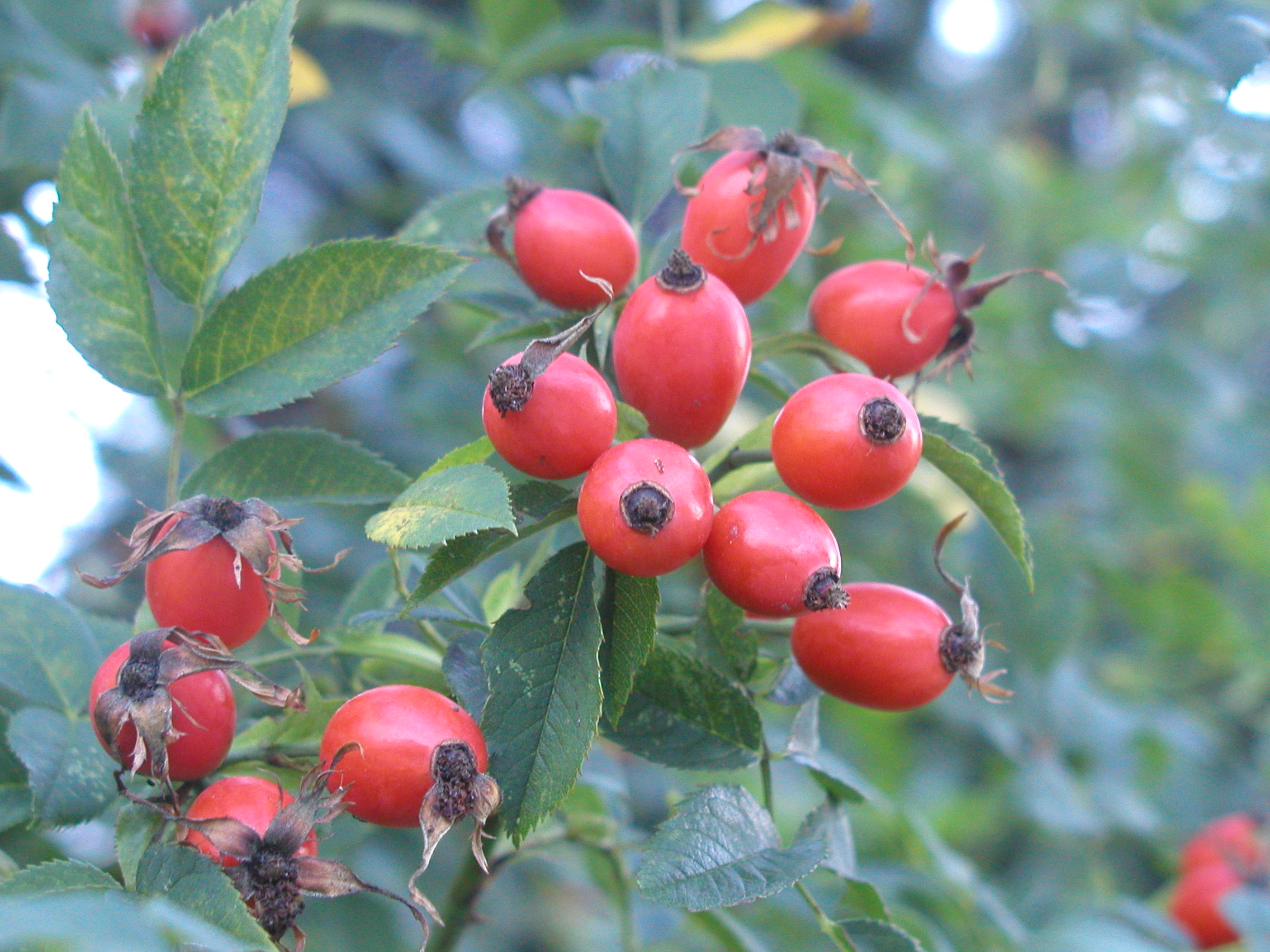
Cynorrhodons (Rosa canina).

Les rosiers de la section des Caninae sont connus sous le nom d'églantiers. Ils ont des tiges dressées ou arquées aux nombreux aiguillons recourbés, plus rarement droits.
Les feuilles sont composées imparipennées et comptent 5 ou 7 folioles. Elles sont parfois velues (Rosa tomentosa, Rosa villosa).
Les fleurs, de couleur variant suivant les espèces de blanche à rosée ou rose, sont simples, à cinq sépales lobés et sont réunies en corymbes.
Chez les Caninae, le nombre chromosomique de base est n=7, la plupart des espèces étant pentaploïdes.
Particularité, à la méiose, le pollen n'hérite que d'un jeu de chromosomes (7), tandis que l'ovule reçoit 4x7 chromosomes.
La reproduction peut-être autogame ou allogame. Les croisements interspéficiques sont fréquents au sein de la section.

## Origine et distribution
Les rosiers de la section Caninae sont originaires d'Europe (y compris les Îles Britanniques, le sud de la Scandinavie et l'ouest de la Russie), d'Afrique du Nord (Maghreb) et d'Asie Mineure (Turquie, Liban, Syrie) :
- Rosa canina ou églantier, rosier rubiginosa ou « églantine », ainsi que leurs hybrides dont magnifica pourrait être une réversion et la réapparition de Rosa rubiginosa 'Duplex' connue avant 1629 et disparue.
- Rosa pomifera, Rosa orientalis (nain), Rosa mollis, Rosa agrestis, Rosa tomentosa et huit autres, tous à fleurs roses.

Certaines espèces se sont naturalisées dans d'autres continents : Amérique, Océanie. En particulier Rosa rubuginosa est considérée comme une plante envahissante en Nouvelle-Zélande.
Le groupe peut être subdivisé en plusieurs sous-sections:
- Sous-section Canines
- Sous-section Orientales
- Sous-section Rubiginées
- Sous-section Rubrifoliae
- Sous-section Tomentelles
- Sous-section Trachyphyllae
- Sous-section Vestitae

## Principales espèces
- Rosa agrestis Savi, le rosier des haies,
- Rosa canina L., l'églantier ou rosier des chiens,
- Rosa corymbifera Borkh. (syn. Rosa dumetorum Thuill.),
- Rosa cuspidata M.Bieb., voir Rosa tomentosa
- Rosa dumalis Bechst. - Glaucous Dog Rose
- Rosa eglanteria L., voir Rosa rubiginosa
- Rosa floribunda Steven ex Besser, voir Rosa micrantha
- Rosa glauca Pourr. (synonyme Rosa rubrifolia Vill.), le rosier à feuilles rouges,
- Rosa micrantha Borrer ex Sm. (synonyme Rosa floribunda Steven ex Besser, Rosa numerosa, Rosa rubiginosa L.),
- Rosa mollis Sm., Rosa mollissima Fries., Rosa villosa var. Rosa mollissima Frau.
- Rosa montana Chaix, le rosier des montagnes,
- Rosa numerosa, voir Rosa micrantha,
- Rosa obtusifolia Desv.,
- Rosa omissa Déségl., voir Rosa sherardii,
- Rosa orientalis Dupont ex Ser.
- Rosa pomifera Herrm., voir Rosa villosa,
- Rosa rubiginosa L. (synonyme Rosa eglanteria L.) - Rosier rubigineux, rosier rouillé, églantine
- Rosa rubrifolia Vill., voir Rosa glauca
- Rosa seraphinii Guss. non Viv., voir  Rosa sicula,
- Rosa sherardii Davies (syn. R. omissa),
- Rosa sicula Tratt. (syn. R. seraphinii),
- Rosa tomentosa Sm. (syn. R. cuspidata),
- Rosa villosa L. (synonyme Rosa pomifera Herrm.), le rosier velu ou rosier pomme.

## Culture et utilisation
Des Caninæ, notamment Rosa canina, servent de porte-greffe pour diverses variétés de rosiers.
Des variétés horticoles ont été sélectionnées pour la culture ornementale.
Des graines de Rosa rubiginosa, on extrait l'huile de rose musquée du Chili, utilisé dans l'industrie cosmétique.